# Fragata corsaria Dromedario
La Dromedario era una fragata corsaria armada con 20 cañones y 240 hombres, con patente de Montevideo (Virreinato del Río de la Plata) al mando de Hipólito Mordeille, armador Carlos Camuso y fiador Antonio Masini.

## Declaración del Corso contra Inglaterra
Con motivo de la Batalla del Cabo de Santa María sucedida el 5 de octubre de 1804 el primer ministro español Pedro de Ceballos emitió un Manifiesto en el cual llamó a todas las autoridades de la Real Corona a castigar los agravios al pabellón en tiempo de paz, realizado por los ingleses, incitando al empleo del corso como medio.

## Patentamiento de la FragataDromedario
En el Virreinato del Río de la Plata el virrey Marqués de Sobre Monte realizó una Proclama el 5 de abril de 1805 para complementar la Real Orden y estableció un Tribunal de Presas en el Puerto Fortificado de San Felipe y Santiago de Montevideo.
La fragata, ex Nuestra Señora de la Concepción, ex Reina Luisa, Dromedario fue patentada en dicho puerto, siendo su capitán el corsario francés Hipólito Mordeille y su segundo comandante el corsario maltés Juan Bautista Azopardo.

## Presas en el Tribunal de Montevideo
La Fragata Dromedario presentó ante el Tribunal de Presa de Montevideo las siguientes capturas.

### FragatasNellyyElizabeth
Arribó a puerto el 16 de octubre de 1805, de bandera Inglesa.
Las fragatas inglesas Nelly (400 tn y 50 tripulantes) y Elizabeth (400 t de porte) cargadas con fusiles viejos, sables y géneros que iban a ser utilizados para comprar esclavos negros. 
El 15 de agosto de 1805 la fragata Nelly procedente de Liverpool sostuvo un combate durante dos horas con la Dromedario.
El 21 de agosto de 1805 la fragata Elizabeth procedente también de Liverpool fue capturada.
Ambas capturas se realizaron frente a la costa de Loango, África.
El capitán de presa de la Nelly, Juan Bautista Azopardo, declaró Buena Presa y el capitán de presa de la Elizabeth, Francisco Fournier, declaró Buena Presa.

### FragataTwo Sisters(Las Dos Hermanas)
Arribó a puerto el 19 de octubre de 1805, de bandera inglesa. Capturada frente a la costa de Loango.
Capitán de Presa Miguel Sassy. Declarada Buena Presa.

### FragatasHindeyZara
Arribo a puerto 21 de noviembre de 1805.
Bandera inglesa. Fragata Negrera.
Capturada frente a las costa Loango. Integraba una expedición de captura de esclavos.

## Invasiones Inglesas
Durante las Invasiones Inglesas al Virreinato del Río de la Plata por el comodoro Sir Home Riggs Popham, la Dromedario quedó en el puerto de Montevideo que estaba bloqueado por las fuerzas navales británicas.
Su tripulación participó de la reconquista de la Buenos Aires, su segundo comandante, Azopardo armó una goleta en corso para combatir el bloqueo, la Mosca de Buenos Aires. Al llegar los refuerzos británicos asaltaron Montevideo en cuya defensa falleció heroicamente el capitán de la nave Hipólito Mordeille.